# Гиацинтовая лихорадка

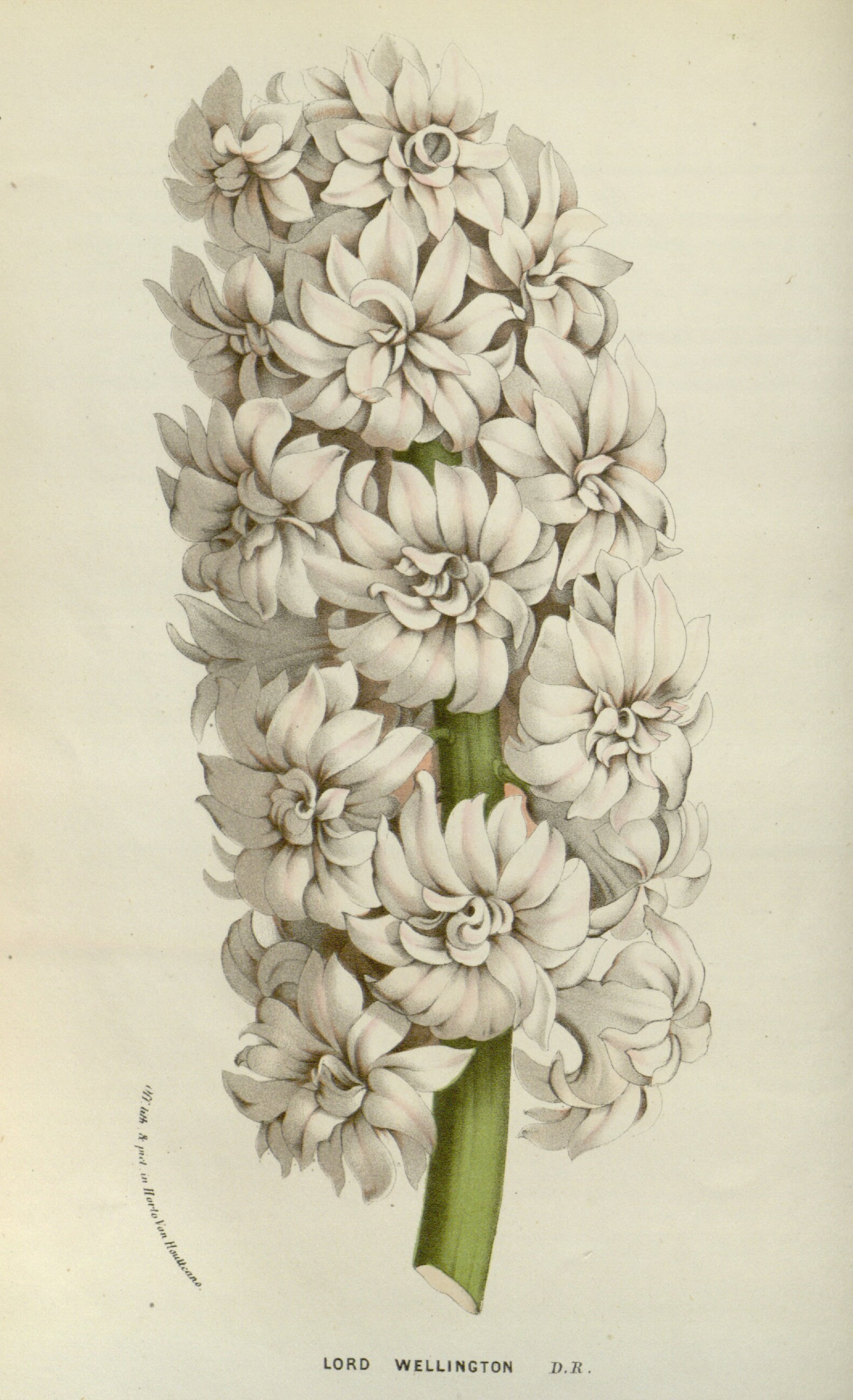
Махровый гиацинт селекции XIX века 'Lord Wellington'

Гиаци́нтовая лихора́дка (нидерл. hyacintenhandel) — эпизод аномального, ажиотажного роста цен на луковицы садовых гиацинтов в Нидерландах в 1730-е годы. Цены на редкие махровые сорта достигли максимума на рубеже 1736—1737 годов, спустя ровно сто лет после взлёта и краха цен на тюльпаны, известного как тюльпаномания. Так же, как и тюльпаномания, гиацинтовая лихорадка завершилась крахом: по неизвестным причинам рынок рухнул, и цены вернулись на докризисный уровень. В отличие от тюльпаномании, гиацинтовая лихорадка оставила крайне мало следов и была быстро забыта.

## История
Крупноцветковые гиацинты вида Гиацинт восточный, в естественных условиях произрастающие в предгорьях Малой Азии, появились в садах Центральной и Северной Европы около 1560 года — примерно в одно время с тюльпанами. В течение полутора веков гиацинт уступал в популярности не только тюльпану, но и гвоздикам, и розам. Богатых знатоков он не привлекал, а для простых цветоводов-любителей он был слишком сложен и прихотлив в культуре. Немногие цветочные хозяйства, выращивавшие гиацинты на продажу, размножали их семенным способом: вегетативное размножение дочерними луковицами и детками (привычное в разведении тюльпанов) у гиацинтов происходит медленно (для развития цветущего растения необходимо пять лет), а никаких средств ускорить его голландцы XVII века ещё не знали.
От посева до цветения гиацинта проходит около пяти лет; товарную ценность представляют луковицы зрелых, уже цветущих растений стандартного цвета и размера (в отличие от редких тюльпанов-солитёров, декоративные гиацинты в XVII веке высаживали целыми грядками). Время от времени цветоводы находили в массе впервые цветущих сеянцев одиночные махровые экземпляры-мутанты (первый такой цветок был описан в 1612 году). Обычно они уничтожались на месте: махровые цветки были неспособны к плодоношению, размножить их вегетативно было практически невозможно, а одиночные нестандартные растения спросом не пользовались.
В 1680-е годы традицию нарушил харлемский цветовод Питер Ворхелм. Из-за болезни в течение всего 1684 года Ворхелм не мог ухаживать за садом. Весной следующего года он обнаружил в запущенном саду необычно красивый махровый экземпляр, которым сразу заинтересовались состоятельные знатоки. Этот, неспособный к плодоношению, экземпляр дал начало первому сорту махрового гиацинта, 'Marie'; вслед за ним в первую четверть XVIII века цветоводы Харлема вывели около сотни махровых сортов. Большинство из них были белыми либо синими (различных оттенков); розовые и пурпурные сорта появились относительно поздно. Самые ценные луковицы начала XVIII века стоили 30—50 гульденов; выведенная в 1709 году бело-розовая 'Koningin van Scheba', считавшаяся эталоном красоты гиацинта, оценивалась в 140 гульденов. В течение 1710-х и 1720-х годов, по мере разогрева интереса публики, цены росли уверенно, но медленно. Вероятно, сказалось улучшение экономического положения страны, оправившейся после череды войн с Англией конца XVII века; возможно — под влиянием французских финансовых пирамид голландцев вновь охватила страсть к цветочным спекуляциям.

Ван Гог. «Луковичные поля» (гиацинтов), 1883.

Многие из сортов селекции начала XVIII века погибли в морозную зиму 1729 года: предложение луковиц резко сократилось, цены возросли до 200 гульденов за луковицу; в 1733 году на рынке начался настоящий ажиотаж. Взрослая луковица сорта 'Passé non plus ultra' с крупной деткой в 1733 году оценивалась в 1600 гульденов, другая луковица того же сорта с восемью мелкими детками — в 1850 гульденов. «Менее ценные» сорта стоили 400—800 гульденов за луковицу, а цены на самые дешёвые, распространённые сорта не опускались ниже 10 гульденов. В страну вернулась атмосфера тюльпаномании — казалось бы, давно осуждённой всеми здравомыслящими гражданами. Пресса и анонимные памфлетисты единодушно осуждали «безумцев», поклоняющихся Флоре — покровительнице блудниц; в Харлеме в 1734 году переиздали «Беседы Вармондта и Гаргудта» — самый известный памфлет, направленный против тюльпаномании — но цены продолжили рост. В отличие от тюльпаномании, гиацинтами спекулировали лишь несколько активных спекулянтов и цветоводов; популярные в XVII веке фьючерсные контракты и опционы практически не использовались. Единственным «технологическим» нововведением 1730-х годов была торговля долями в ценных луковицах — таким образом спекулянты приобретали права на ещё не сформировавшиеся детки медленно размножающихся гиацинтов.
Рынок гиацинтов обвалился лишь весной 1737 года, спустя ровно сто лет после краха тюльпаномании. К 1739 году цены упали до одной десятой от уровня 1734 года; типичная цена луковицы новейшего сорта в середине XVIII века составляла 25 гульденов. Причины краха 1737 года были те же, что и в 1637 году: цены на действительно редкие сорта выросли настолько, что торговля ими фактически прекратилась. Тогда спекулянты сосредоточились на торговле ходовыми сортами, и вновь разогнали цены до запретительно высокого уровня. Такие деньги не был готов платить никто, даже самые богатые знатоки. Рынок замер, готовый обрушится от малейшего толчка, и неизбежно обрушился; непосредственный повод краха остался неизвестен. Никаких последствий этот крах не принёс: в гиацинтовой лихорадке участвовала лишь горстка харлемских цветоводов-профессионалов и узкий круг любителей и спекулянтов. Так как фьючерсные сделки в 1730-е годы не использовались, то приобщиться к рынку гиацинтов можно было только через приобретение и выращивание реальных растений — а здесь на пути новых участников рынка стоял надёжный барьер: выращивание гиацинтов в 1730-е годы было столь же сложным и рискованным занятием, как и во времена Питера Ворхелма.